# 莱奥·布劳威尔
胡安·莱奥维吉尔多·布劳威尔·梅兹奎达（西班牙語：Juan Leovigildo Brouwer Mezquida，1939年3月1日—），古巴作曲家，吉他演奏家。早年赴美学习，师从斯蒂芬·沃尔普。之后经常在各国巡回演出，并接受了古巴政府的许多官方职务。布劳尔的早期作品是民族主义风格的，但在70年代后，他开始采用无调性和偶然音乐等现代技法。近来他的创作风格又趋向传统。